# Перуцци, Убальдино
Убальдино Перуцци (2 апреля 1822, Флоренция — 9 сентября 1891, Антелла) — итальянский политик.
Был одним из наиболее влиятельных умеренных политиков Тосканы, а после объединения Италии в 1861 году играл важную роль в политической жизни королевства. В 1848 году был избран в парламент Тосканы и направлялся эмиссаром правительства в Вену, в 1859 году, став министром внутренних и иностранных дел в Турине, ездил по поручению Риказоли с дипломатическими поручениями в Париж; в 1860 году вступил в кабинет Кавура (в 1860—1861 годах был в нём министром общественных работ), затем входил в состав кабинетов Риказоли (в 1861—1862 годах был министром внутренних дел), Фарини и Мингетти (был министром внутренних дел в 1862—1863 годах). В 1865—1870 годах был президентом провинции Флоренция; с 1865 года до конца жизни был членом провинциального совета Тосканы. С 1870 по 1878 год занимал пост бургомистра Флоренции, заслужив себе хорошую репутацию усилиями по его благоустройству и сохранению исторических памятников. В 1876 году, стоя вместе с Риказоли во главе «тосканской» партии, сверг кабинет Мингетти. В 1890 году стал сенатором. Содержал в своём доме вместе с супругой литературный салон.